# 京阪杯
京阪杯（けいはんはい）は、日本中央競馬会 (JRA) が京都競馬場で施行する中央競馬の重賞競走（GIII）である。
寄贈賞を提供する京阪ホールディングスは、大阪市に本社を置き、京都競馬場の最寄り駅淀駅を通る京阪本線を運営する京阪電気鉄道を傘下に持つ純粋持株会社である。
正賞は京阪ホールディングス株式会社賞。

## 概要

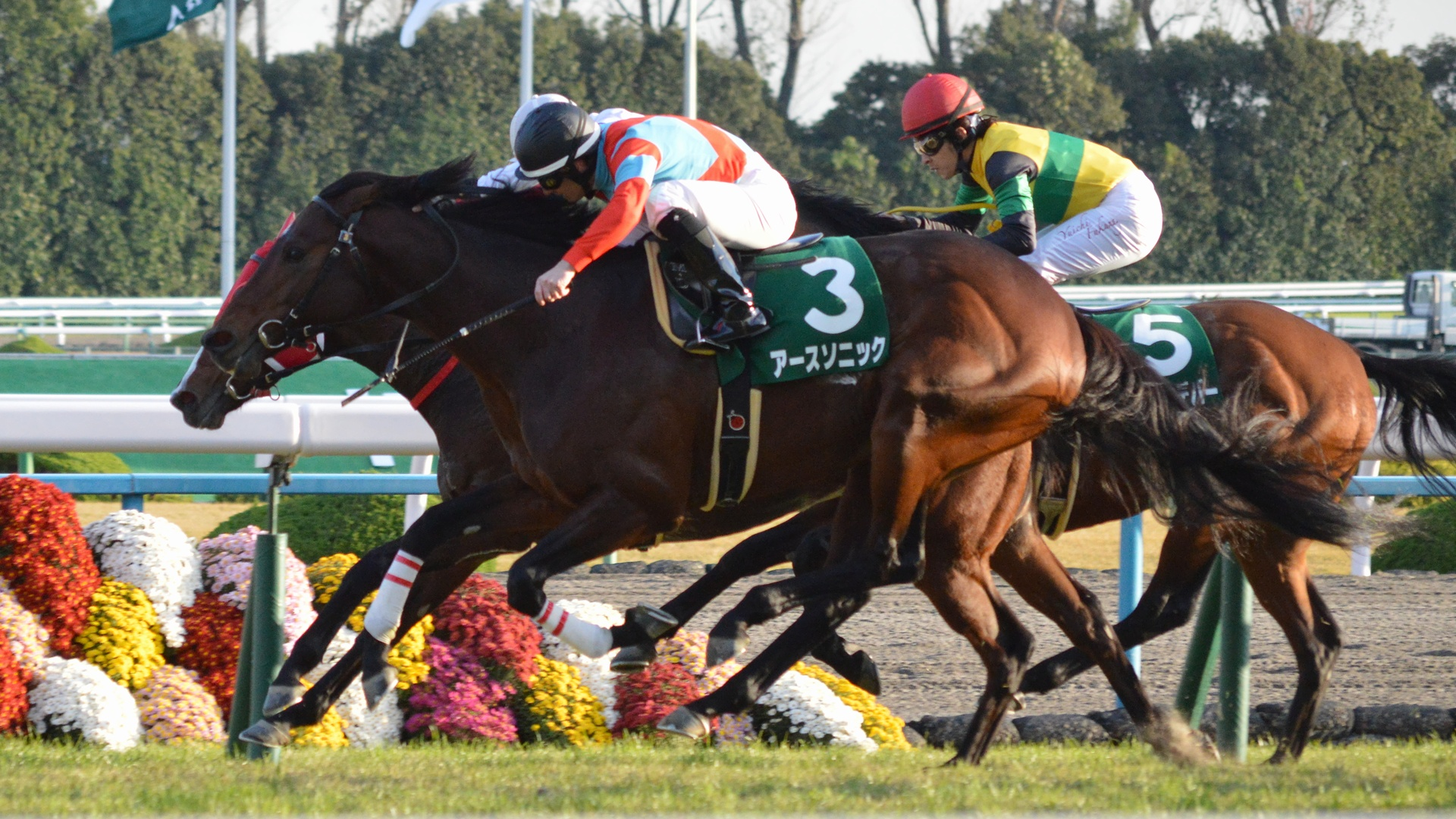
第58回優勝馬アースソニック

1956年に「京都特別（きょうととくべつ）」の名称で創設された、4歳（現3歳）以上の馬による重賞競走で、1961年より現名称となった。
創設時は芝2200mのハンデキャップ競走で行われ、その後距離や施行時期・競走条件等は幾度か変更されたものの、概ね中距離の重賞として定着していたが、2006年に短距離重賞路線の整備が図られ、本競走は芝1200mに変更された。
外国産馬は1989年から、地方競馬所属馬は1998年から出走が可能になったほか、2005年から国際競走に指定され、外国馬も出走可能になった。
2016年より本馬場入場曲が向谷実作曲の「A Promising Moment」に変更されている（2020年を除く）。
本競走はGI・ジャパンカップと同日の最終第12競走に組まれており、2014年以後は年末の阪神競馬が代替されない限りは、京都競馬場の年内最終競走（平年の第5回京都競馬第8日の第12競走に指定）となっている。

### 競走条件
以下の内容は、2024年現在のもの。
出走資格：サラ系3歳以上
- JRA所属馬
- 地方競馬所属馬（認定馬のみ、2頭まで）
- 外国調教馬（優先出走）

負担重量：別定
- 3歳56kg、4歳以上57kg、牝馬2kg減
  - 日本馬：収得賞金3000万円超過馬は超過額2000万円毎に1kg増
  - 外国馬：GI競走1着馬は5kg増、GII競走1着馬は3kg増、GIII競走1着馬は1kg増（2歳時の成績は除く）

### 賞金
2024年の1着賞金は4100万円で、以下2着1600万円、3着1000万円、4着620万円、5着410万円。

## 歴史
- 1956年 - 4歳以上の馬による重賞競走として「京都特別」の名称で創設、京都競馬場の芝2200m（外回り）で施行。当初は秋季に行われた[11]。
- 1960年 - 京阪電気鉄道（現・京阪ホールディングス）が賞を寄贈、「京阪盃」が副名称となる[11]。
- 1961年 - 名称を「京阪杯」に変更[11]。
- 1984年
  - グレード制導入によりGIII[注 4]に格付け[11]。
  - 開催時期を春季に移行[11]。
  - 競走条件を「5歳以上」に変更。
- 1989年 - 混合競走に指定。
- 1997年 - 開催時期が秋季に戻り[11]、競走条件を「4歳以上」に変更。
- 1998年 - 特別指定交流競走となり、地方競馬所属馬が2頭まで出走可能となる。
- 2001年 - 馬齢表記を国際基準へ変更したのに伴い、競走条件を「3歳以上」に変更。
- 2005年 - 国際競走に指定され[11]、外国馬が5頭まで出走可能となる。
- 2007年 - 日本のパートI国昇格に伴い、外国馬の出走枠が9頭に拡大。
- 2020年 - 京都競馬場の改修工事に伴う開催日割の変更のため阪神競馬場で施行。このため、出走可能頭数が16頭に変更される（2021年・2022年も同様）[12][13][14]。
- 2023年 ‐ この年から負担重量を「グレード別定」に変更され、斤量も3歳56kg、4歳以上57kg（牝馬2kg減）に変更された。

### 歴代優勝馬
優勝馬の馬齢は、2000年以前も現行表記に揃えている。
競走名は第5回まで「京都特別」、第6回以降は「京阪杯」。
| 回数   | 年月日         | 競馬場 | 距離  | 優勝馬             | タイム      | 性齢 | 優勝騎手       | 管理調教師 | 馬主                     |
| ------ | -------------- | ------ | ----- | ------------------ | ----------- | ---- | -------------- | ---------- | ------------------------ |
| 第1回  | 1956年11月4日  | 京都   | 2200m | ミナトリユウ       | 2分19秒 1/5 | 牡3  | 渡辺正人       | 稗田虎伊   | 小川虎三                 |
| 第2回  | 1957年10月6日  | 京都   | 2200m | ナンバイチバン     | 2分24秒 0/5 | 牡4  | 大沢真         | 玉谷敬治   | 浜田尚子                 |
| 第3回  | 1958年10月5日  | 京都   | 2200m | タツテル           | 2分19秒 3/5 | 牡3  | 高橋直         | 諏訪佐市   | 加藤辰次                 |
| 第4回  | 1959年10月4日  | 京都   | 2200m | ワカノキング       | 2分21秒5    | 牡3  | 北橋修二       | 柴田不二男 | 小野国光                 |
| 第5回  | 1960年10月2日  | 京都   | 2200m | ヤマニンモアー     | 2分16秒7    | 牡3  | 浅見国一       | 藤本冨良   | 土井宏二                 |
| 第6回  | 1961年10月1日  | 京都   | 2200m | メーデンスレデイ   | 2分17秒1    | 牝4  | 宇田明彦       | 星川泉士   | 伊達牧場                 |
| 第7回  | 1962年10月7日  | 京都   | 2200m | タカシゲ           | 2分17秒2    | 牡3  | 清田十一       | 伊藤勝吉   | 大久保常吉               |
| 第8回  | 1963年9月29日  | 京都   | 2200m | コウライオー       | 2分06秒9    | 牡3  | 沖田秀勝       | 吉田三郎   | 高田政治                 |
| 第9回  | 1964年9月27日  | 京都   | 2200m | ヤマニンルビー     | 2分23秒6    | 牝3  | 池江泰郎       | 浅見国一   | 川田武                   |
| 第10回 | 1965年9月23日  | 京都   | 2200m | ヤマヒロ           | 2分17秒1    | 牡4  | 諏訪真         | 諏訪佐市   | 土井宏二                 |
| 第11回 | 1966年9月18日  | 京都   | 1800m | バリモスニセイ     | 1分55秒3    | 牡5  | 諏訪真         | 諏訪佐市   | 小杉咲枝                 |
| 第12回 | 1967年11月3日  | 京都   | 1800m | ネイチブランナー   | 1分50秒5    | 牡4  | 松本善登       | 山岡寿恵次 | 増田伝三郎               |
| 第13回 | 1968年11月10日 | 京都   | 1800m | ヒロダイコク       | 1分55秒3    | 牝3  | 武田悟         | 夏村辰男   | 前畑邦夫                 |
| 第14回 | 1969年11月9日  | 京都   | 1800m | クリカシワ         | 1分49秒9    | 牡4  | 高橋成忠       | 柏谷富衛   | 栗林友二                 |
| 第15回 | 1970年11月8日  | 京都   | 1800m | セブンオー         | 1分51秒3    | 牡3  | 久保敏文       | 伊藤修司   | 森本博                   |
| 第16回 | 1971年11月7日  | 京都   | 1900m | タイセフト         | 1分59秒7    | 牡4  | 高橋成忠       | 二分久男   | 三宅正平                 |
| 第17回 | 1972年11月23日 | 京都   | 2000m | ロングワン         | 2分03秒5    | 牡4  | 武邦彦         | 松田由太郎 | 中井長一                 |
| 第18回 | 1973年11月23日 | 京都   | 2000m | シバタケ           | 2分03秒6    | 牡4  | 高崎詠三郎     | 橋本正晴   | 内芝伝一                 |
| 第19回 | 1974年11月24日 | 京都   | 2000m | イーストリバー     | 2分04秒2    | 牡4  | 北橋修二       | 松元正雄   | 川東勝俊                 |
| 第20回 | 1975年11月23日 | 京都   | 2000m | エリモカンセイ     | 2分05秒3    | 牡4  | 目黒正徳       | 大根田裕也 | 井上芳春                 |
| 第21回 | 1976年11月28日 | 京都   | 2000m | コウイチサブロウ   | 2分02秒6    | 牡3  | 松本善登       | 庄野穂積   | 桂土地（株）             |
| 第22回 | 1977年11月27日 | 京都   | 2000m | シルバーランド     | 2分03秒6    | 牡7  | 福永洋一       | 佐藤勇     | 冨士田竹三               |
| 第23回 | 1978年11月26日 | 京都   | 2000m | マチカネタイテイ   | 2分02秒3    | 牡5  | 福永洋一       | 清田十一   | 細川益男                 |
| 第24回 | 1979年11月25日 | 阪神   | 2000m | タマモリマンド     | 2分00秒8    | 牡4  | 久保一秋       | 吉永猛     | 三野道夫                 |
| 第25回 | 1980年11月23日 | 京都   | 2000m | タニノテスコ       | 2分01秒6    | 牝5  | 飯田明弘       | 小林稔     | 谷水雄三                 |
| 第26回 | 1981年11月22日 | 京都   | 2000m | ノトダイバー       | 2分01秒3    | 牡4  | 加用正         | 北橋修二   | （有）能登               |
| 第27回 | 1982年11月28日 | 京都   | 2000m | ノトダイバー       | 2分02秒5    | 牡5  | 加用正         | 北橋修二   | （有）能登               |
| 第28回 | 1983年11月27日 | 京都   | 2000m | エリモローラ       | 2分03秒2    | 牡4  | 猿橋重利       | 大久保石松 | 山本慎一                 |
| 第29回 | 1984年5月13日  | 京都   | 2000m | カツラギエース     | 2分02秒1    | 牡4  | 西浦勝一       | 土門一美   | 野出一三                 |
| 第30回 | 1985年5月12日  | 京都   | 2000m | マルブツサーペン   | 2分02秒1    | 牡4  | 加用正         | 瀬戸口勉   | 大沢毅                   |
| 第31回 | 1986年5月11日  | 京都   | 2000m | シングルロマン     | 2分04秒2    | 牡4  | 松本達也       | 中尾正     | 藤井章                   |
| 第32回 | 1987年5月17日  | 京都   | 2000m | マルカセイコウ     | 2分05秒5    | 牡4  | 柴田光陽       | 内藤繁春   | 河長産業（株）           |
| 第33回 | 1988年5月15日  | 京都   | 2000m | トウショウレオ     | 2分04秒4    | 牡6  | 田島良保       | 鶴留明雄   | トウショウ産業（株）     |
| 第34回 | 1989年5月14日  | 京都   | 2000m | ニホンピロブレイブ | 2分02秒7    | 牡4  | 武豊           | 伊藤雄二   | 小林百太郎               |
| 第35回 | 1990年5月13日  | 京都   | 2000m | ロングムテキ       | 2分01秒7    | 牡6  | 松永昌博       | 沖芳夫     | 中井商事（株）           |
| 第36回 | 1991年5月12日  | 京都   | 2000m | イクノディクタス   | 2分02秒4    | 牝4  | 村本善之       | 福島信晴   | 勝野憲明                 |
| 第37回 | 1992年5月17日  | 京都   | 2000m | ミスタースペイン   | 2分03秒3    | 牡4  | 石橋守         | 橋口弘次郎 | 架谷外茂次               |
| 第38回 | 1993年5月15日  | 京都   | 2000m | ロンシャンボーイ   | 2分00秒9    | 牡4  | 清山宏明       | 小原伊佐美 | 清岡政徳                 |
| 第39回 | 1994年5月14日  | 阪神   | 2000m | ネーハイシーザー   | 1分58秒9    | 牡4  | 塩村克己       | 布施正     | （株）大丸企業           |
| 第40回 | 1995年5月13日  | 京都   | 2000m | ダンツシアトル     | 1分58秒9    | 牡5  | 村本善之       | 山内研二   | 山元哲二                 |
| 第41回 | 1996年5月11日  | 京都   | 2200m | ダンスパートナー   | 2分12秒8    | 牝4  | 四位洋文       | 白井寿昭   | 吉田勝己                 |
| 第42回 | 1997年11月22日 | 京都   | 1800m | エリモダンディー   | 1分48秒2    | 牡3  | 武豊           | 大久保正陽 | 山本慎一                 |
| 第43回 | 1998年11月28日 | 京都   | 1800m | ブラボーグリーン   | 1分46秒6    | 牡4  | 幸英明         | 栗田博憲   | （株）グリーンファーム   |
| 第44回 | 1999年11月27日 | 京都   | 1800m | ロサード           | 1分46秒4    | 牡3  | 安藤勝己       | 橋口弘次郎 | （有）社台レースホース   |
| 第45回 | 2000年11月25日 | 京都   | 1800m | ジョウテンブレーヴ | 1分45秒2    | 牡3  | O.ペリエ       | 相沢郁     | 田邉久男                 |
| 第46回 | 2001年11月24日 | 京都   | 1800m | テンザンセイザ     | 1分45秒6    | 牡3  | 四位洋文       | 藤原英昭   | 平野三郎                 |
| 第47回 | 2002年11月23日 | 京都   | 1800m | サイドワインダー   | 1分45秒3    | 牡4  | 武幸四郎       | 北橋修二   | （株）協栄               |
| 第48回 | 2003年11月29日 | 京都   | 1800m | チアズブライトリー | 1分49秒1    | 牡5  | 本田優         | 山内研二   | 北村キヨ子               |
| 第49回 | 2004年11月27日 | 京都   | 1800m | ダイワエルシエーロ | 1分46秒3    | 牝3  | 福永祐一       | 松田国英   | 大和商事（株）           |
| 第50回 | 2005年11月26日 | 京都   | 1800m | カンパニー         | 1分44秒8    | 牡4  | 福永祐一       | 音無秀孝   | 近藤英子                 |
| 第51回 | 2006年11月25日 | 京都   | 1200m | アンバージャック   | 1分08秒3    | 牡3  | 武幸四郎       | 中野隆良   | （有）日進牧場           |
| 第52回 | 2007年11月23日 | 京都   | 1200m | サンアディユ       | 1分07秒9    | 牝5  | 武豊           | 音無秀孝   | 松岡隆雄                 |
| 第53回 | 2008年11月29日 | 京都   | 1200m | ウエスタンダンサー | 1分08秒1    | 牝4  | 川田将雅       | 崎山博樹   | 西川賢                   |
| 第54回 | 2009年11月28日 | 京都   | 1200m | プレミアムボックス | 1分07秒6    | 牡6  | 幸英明         | 上原博之   | （有）社台レースホース   |
| 第55回 | 2010年11月27日 | 京都   | 1200m | スプリングソング   | 1分08秒0    | 牡5  | 池添謙一       | 鶴留明雄   | 吉田照哉                 |
| 第56回 | 2011年11月26日 | 京都   | 1200m | ロードカナロア     | 1分08秒1    | 牡3  | 福永祐一       | 安田隆行   | （有）ロードホースクラブ |
| 第57回 | 2012年11月24日 | 京都   | 1200m | ハクサンムーン     | 1分08秒5    | 牡3  | 酒井学         | 西園正都   | 河崎五市                 |
| 第58回 | 2013年11月23日 | 京都   | 1200m | アースソニック     | 1分07秒5    | 牡4  | M.デムーロ     | 中竹和也   | 前田幸治                 |
| 第59回 | 2014年11月30日 | 京都   | 1200m | アンバルブライベン | 1分08秒3    | 牝5  | 田中健         | 福島信晴   | 伊藤信之                 |
| 第60回 | 2015年11月29日 | 京都   | 1200m | サトノルパン       | 1分07秒4    | 牡4  | 和田竜二       | 村山明     | 里見治                   |
| 第61回 | 2016年11月27日 | 京都   | 1200m | ネロ               | 1分10秒3    | 牡5  | M.バルザローナ | 森秀行     | 西山茂行                 |
| 第62回 | 2017年11月26日 | 京都   | 1200m | ネロ               | 1分08秒8    | 牡6  | 吉原寛人       | 森秀行     | 西山茂行                 |
| 第63回 | 2018年11月25日 | 京都   | 1200m | ダノンスマッシュ   | 1分08秒0    | 牡3  | 北村友一       | 安田隆行   | （株）ダノックス         |
| 第64回 | 2019年11月24日 | 京都   | 1200m | ライトオンキュー   | 1分08秒8    | 牡4  | 古川吉洋       | 昆貢       | ゴドルフィン             |
| 第65回 | 2020年11月29日 | 阪神   | 1200m | フィアーノロマーノ | 1分08秒2    | 牡6  | 吉田隼人       | 高野友和   | 吉田和美                 |
| 第66回 | 2021年11月28日 | 阪神   | 1200m | エイティーンガール | 1分08秒8    | 牝5  | 秋山真一郎     | 飯田祐史   | 中山泰志                 |
| 第67回 | 2022年11月27日 | 阪神   | 1200m | トウシンマカオ     | 1分07秒2    | 牡3  | 鮫島克駿       | 高柳瑞樹   | （株）サトー             |
| 第68回 | 2023年11月26日 | 京都   | 1200m | トウシンマカオ     | 1分07秒4    | 牡4  | 菅原明良       | 高柳瑞樹   | （株）サトー             |
| 第69回 | 2024年11月24日 | 京都   | 1200m | ビッグシーザー     | 1分07秒7    | 牡4  | 北村友一       | 西園正都   | 幅田昌伸                 |